# Maks Wraber
Maks Wraber (* 16. September 1905 in Kapla na Kozjaku; † 14. Mai 1972 in Ljubljana) war ein jugoslawischer Vegetationskundler und Pflanzensoziologe.

## Leben
Wraber wuchs in seinem Geburtsort, einem kleinen slowenischen Dorf am Poßruck als Sohn einer kinderreichen Familie auf. Nach Besuch des humanistischen Gymnasiums in Maribor machte er 1925 das Abitur und studierte anschließend Naturwissenschaften an der Universität Ljubljana. Dort schloss er 1930 mit dem Diplom ab und studierte danach an der Universität München. 1933 wurde er mit einer Dissertation an der Universität Ljubljana promoviert.
Während seines Studiums kam er mit der Pflanzensoziologie in Berührung und besuchte in den Jahren 1935/1936 die Station Internationale de Géobotanique Méditerranéenne et Alpine (= SIGMA) von Josias Braun-Blanquet in Montpellier. 
Sein Bestreben, die pflanzensoziologischen Erkenntnisse in seiner Heimat an Land-, Alm- und Forstwirte weiterzugeben, schlugen fehl und so fand er zunächst ein Auskommen mit Honorararbeiten im Nationalmuseum in Ljubljana und danach als Mittelschulprofessor Realgymnasium in Bjelovar (Kroatien). Später war er Lehrer an einem Realgymnasium in Ljubljana und daneben Lehrbeauftragter an der chemischen Abteilung der Technischen Fakultät der Uni Ljubljana.
1955 erhielt er einen Ruf an das Institut für Biologie der Slowenischen Akademie der Wissenschaften (SAZU), wo er mit der systematischen Untersuchungen der Vegetationsdecke Sloweniens betraut wurde. 1959 wurde er führendes Mitglied der Ostalpin-dinarischen Gesellschaft für Vegetationskunde in Klagenfurt.
Wraber hat neben vegetationskundlichen Kartierungen vor allem auch praktische Aspekte der Pflanzensoziologie bearbeitet, etwa im Bereich des Lebendbaues, wie seine Vorträge und Arbeiten belegen: „Die Pflanzensoziologie als Helferin im Kampfe gegen Erosion und Hochwasser“, „Einfluß von Vegetation und Bodennutzung auf Hochwasser, Muren, Lawinenereignisse sowie Hangrutschungen“ oder „Das Flyschgebiet im slowenischen Istrien — ein Schauplatz der Erosions- und Wildbachtätigkeit“.
Sein Sohn Tone Wraber (1938–2010) war ebenfalls Botaniker und Professor für Vegetationskunde an der Universität Ljubljana.

## Weblink und Quelle
- Biographie Wrabers in: Carinthia II. Jahrgang 164/84 (PDF-Datei; 396 kB).

| Personendaten    | Personendaten                    |
| ---------------- | -------------------------------- |
| NAME             | Wraber, Maks                     |
| KURZBESCHREIBUNG | jugoslawischer Pflanzensoziologe |
| GEBURTSDATUM     | 16. September 1905               |
| GEBURTSORT       | Kapla na Kozjaku, Slowenien      |
| STERBEDATUM      | 14. Mai 1972                     |
| STERBEORT        | Ljubljana                        |